# Georg Christoph Biller
Georg Christoph Biller   (Nebra, 20 de setembre de 1955 - Leipzig, 27 de gener de 2022) va ser un director de cor alemany. Va dirigir el Thomanerchor com el setzè Thomaskantor des de Johann Sebastian Bach del 1992 al 2015. També era baríton, professor acadèmic i compositor.

## Carrera
Nascut a Nebra, Biller va ser membre del Thomanerchor del 1965 al 1974 amb Erhard Mauersberger i Hans-Joachim Rotzsch.
Va estudiar a la "Hochschule für Musik und Theater" Felix Mendelssohn Bartholdy de Leipzig des del 1976 fins al 1981, direcció d'orquestra amb Rolf Reuter i veu amb Kurt Masur. Va ser professor de direcció coral a l'"Hochschule für Musik Detmold" el 1991.
El novembre de 1992, George Christoph Biller va ser nomenat Thomaskantor com el 16è successor de Bach en aquest càrrec. Sota la seva direcció, el cor actuava regularment tres vegades a la setmana a St. Thomas, "Motette" tots els divendres al vespre a les 6 i tots els dissabtes a la tarda a les 3, normalment inclosa una cantata de Bach, i el servei els diumenges a les 9 en punt.
El gener de 1994, Biller va ser nomenat professor de direcció coral a la "Felix Mendelssohn-Bartholdy Hochschule". El maig de 1996 es va convertir en membre de la Sächsische Akademie der Künste (Acadèmia d'Arts de Saxònia).
Biller va dimitir com a Thomaskantor el gener de 2015 per motius de salut.